# Behavior Driven Development
Behavior Driven Development (BDD, deutsch verhaltensgetriebene Softwareentwicklung), auch als Specification Driven Development (SDD, deutsch anforderungsgetriebene Softwareentwicklung) bezeichnet, ist eine Technik der agilen Softwareentwicklung, welche die Zusammenarbeit zwischen Qualitätsmanagement und Business-Analyse in Softwareentwicklungsprojekten stärkt. Beim Behavior Driven Development werden während der Anforderungsanalyse die Aufgaben, Ziele und Ergebnisse der Software in einer bestimmten Textform festgehalten, die später als automatisierte Tests ausgeführt werden kann. Damit kann die Software auf ihre korrekte Implementierung getestet werden. Die Softwareanforderungen werden dabei meist in „Wenn-dann“-Sätzen basierend auf der Sprache des Domain-driven Designs verfasst. Damit soll der Übergang zwischen der Sprache der Definition der fachlichen Anforderungen und der Programmiersprache, mittels derer die Anforderungen umgesetzt werden, erleichtert werden.
Behavior Driven Development wurde erstmals 2003 durch Dan North als Antwort auf testgetriebene Entwicklung beschrieben und hat sich seit damals weiterentwickelt. Dan North entwickelte auch das erste Framework für die Umsetzung von BDD, JBehave.

## Techniken des Behavior Driven Developments
Behavior Driven Development besteht aus folgenden Elementen:
- Starke Einbeziehung der Stakeholder in den Prozess durch sogenannte Outside-In-Softwareentwicklung. Diese ist fokussiert auf die Erfüllung der Anforderungen der Auftraggeber, Enduser, Betrieb und Insider.
- Textuelle Beschreibung des Verhaltens der Software und von Softwareteilen durch Fallbeispiele. Verwendung genormter Schlüsselwörter zur Markierung von Vorbedingungen, externen Verhaltens und gewünschten Verhaltens der Software.
- Automatisierung dieser Fallbeispiele unter Verwendung von Mock-Objekten zur Simulation von noch nicht implementierten Softwareteilen.
- Sukzessive Implementierung der Softwareteile und Ersetzung der Mock-Objekte.

Dadurch entsteht eine automatisiert prüfbare Beschreibung der umzusetzenden Software, welche jederzeit die Korrektheit der bereits umgesetzten Teile der Software überprüfen lässt.
Wichtig ist hierbei, dass die Beschreibung nicht die Implementierung der Anwendung vorgibt, sondern den Zweck der Anwendung in Form von Anwendungsbeispielen.

“In addition to making it harder to focus on important issues, test scripts that describe how over-constrain the implementation. By specifying how something should be done, these tests don’t allow developers to find a better solution for the same problem. If specifications only cover what should be done then developers have more freedom to implement good solutions.”

„Zusätzlich dazu, dass es schwieriger ist, sich auf wichtige Fragen zu konzentrieren, überspezifizieren Testskripte, welche das wie beschreiben, die Implementierung. Durch das Beschreiben wie etwas gemacht werden sollte, erlauben diese Tests es Entwicklern nicht, bessere Lösungen für dasselbe Problem zu finden. Wenn Spezifikationen nur beschreiben was gemacht werden soll, dann haben Entwickler mehr Freiheit gute Lösungen zu implementieren.“

## Beispiel in der Beschreibungssprache Gherkin
Beim Behavior Driven Development werden die Anforderungen an die Software mittels Beispielen, sogenannten Szenarien beschrieben. Üblicherweise wird für die Beschreibung dieser Szenarien ein bestimmtes Format vorgegeben, damit später die automatisierte Überprüfung der Szenarien einfach umzusetzen ist. Eines dieser Formate ist die Beschreibungssprache „Gherkin“. Sie wird auch in verschiedenen Behavior-Driven-Development-Implementierungen verwendet. Diese Sprache gibt es sowohl mit englischen Schlüsselwörtern (Given, When, Then, And, …), deutschen (Gegeben, Wenn, Dann, Und, …) und in weiteren Sprachen.
Beispielsweise könnte die Anforderung „Rückgegebene und umgetauschte Ware kommt wieder ins Lager“ mit folgenden Szenarien beschrieben werden:

### Szenario 1: Rückgegebene Ware kommt wieder ins Lager
- Gegeben ist, dass ein Kunde eine schwarze Hose gekauft hat
- Und wir daraufhin 3 schwarze Hosen im Lager hatten,
- Wenn er die Hose zurückgibt und dafür einen Gutschein erhält,
- Dann werden wir 4 schwarze Hosen im Lager haben.

### Szenario 2: Umgetauschte Ware kommt wieder ins Lager
- Gegeben ist, dass ein Kunde einen blauen Rock gekauft hat
- Und wir daraufhin 2 blaue Röcke
- Und 3 schwarze Röcke im Lager hatten,
- Wenn er den blauen Rock gegen einen schwarzen Rock tauscht,
- Dann werden wir 3 blaue Röcke
- Und 2 schwarze Röcke auf Lager haben.

Jedes Szenario ist ein Beispiel, welches einen spezifischen Verhaltensaspekt der Applikation illustriert. Bei der Diskussion der Szenarien sollten sich die Teilnehmer fragen, ob die Ergebnisse der Szenarien immer in dem gegebenen Kontext auftreten. Damit können weitere Szenarien zur Klärung der Anforderung entstehen. Beispielsweise könnte ein Fachwissender erkennen, dass zurückgegebene oder umgetauschte Ware nur dann ins Lager kommt, wenn sie nicht fehlerhaft ist. Die oben genannten Szenarien müssten dann entsprechend ergänzt werden.
Die Wörter Gegeben, Wenn und Dann werden verwendet, um die Szenarien deutlich zu machen, sie sind aber nicht unumgänglich.

## Umsetzung mit Mock-Objekten
Die definierten Szenarien können anschließend, noch vor Beginn der Implementierung, mit automatisierten Tests versehen werden. Diese testen die Software, während die noch nicht umgesetzten Teile mit Hilfe von Mock-Objekten simuliert werden. Diese Mock-Objekte können entweder händisch erstellt oder über ein Mocking-Framework wie beispielsweise Mockito oder EasyMock generiert werden. Die Mock-Objekte können nach Fertigstellung der entsprechenden Softwareteile ersetzt werden. Diese Mock-Objekte sind auch für die Entwicklung von Unit-Tests während der Implementierung hilfreich. Diese Vorgangsweise unterstützt die Entstehung von kleinen und lose gekoppelten Modulen und Klassen.

## Werkzeuge
Beim Einsatz von Behavior Driven Development benötigt man Werkzeuge („Frameworks“), für die man das Verhalten der in den Szenarien auftretenden Schritte programmiert, sodass das Werkzeug die Szenarien interpretieren und gegen die umgesetzte Applikation ausführen kann. Die Werkzeuge selbst sind oft nur für bestimmte Programmiersprachen geeignet. Die bekanntesten Vertreter sind JBehave, Framework for Integrated Test (FIT), FitNesse, Concordion für Java und RBehave, sowie Cucumber für Ruby, Java und JavaScript.
C++
- Catch[6]

Ruby
- RBehave[7]

Python
- Aloe[8]
- Behave[9]
- radish[10]

.NET
- NBehave[11]
- MSpec / Machine.Specifications[12][13]
- Specflow[14] und Pickles[15]
- Concordion.NET[16]
- FSpec[17]
- NaturalSpec[18]
- TickSpec[19]
- SubSpec[20]

Java
- JBehave[21]
- Jnario[22]
- JGiven[23]

JavaScript / TypeScript
- Jasmine[24]
- Mocha[25] in Kombination mit Chai[26] und Sinon.js[27]

Scala
- ScalaTest[28]

PHP
- Behat[29]
- Codeception[30]

Go
- Ginkgo[31]

iOS
- Kiwi[32]

Plattformübergreifend
- Cucumber
- Squish[33]
- Yulup[34]